# Alba (Teksas)
Alba – miasto w Stanach Zjednoczonych, w stanie Teksas, w hrabstwie Wood.